# Jakaya Mrisho Kikwete
Jakaya Mrisho Kikwete, född 7 oktober 1950 i Msoga, Pwani, var Tanzanias president åren 2005–2015, den fjärde sedan självständigheten.
Kikwete föddes i dåvarande Tanganyika som son till en statlig tjänsteman och ombudsman, och sonson till Mrisho Kikwete, en lokal ledare. Han började tidigt med politik, och blev ledare för Chama Cha Mapinduzis ungdomsförbund. Han studerade ekonomi vid Dar es-Salaams universitet 1972-1975, där han var aktiv i studentorganisationen. Efter universitetsexamen arbetade han på gräsrotsnivå, men påbörjade sedan officersutbildning i armén, där han slutligen hade rangen överstelöjtnant. Han hade också högre befattningar i militärakademin, som huvudlärare i statsvetenskap. 1992 hade demokratin stabiliserats i Tanzania, varmed Kikwete lämnade armén för att bli politiker på heltid. På Chama Cha Mapinduzis kongress utsågs han till medlem av partiets verkställande organ, och 1997 till dess centralkommitté.
Partiet Chama Cha Mapinduzi som han numera företräder, bildades 1977 genom en sammanslagning av ett parti i Tanzania, TANU, och ett parti i Zanzibar, Afro-Shirazi Partiet. Vid sammanslagningen fick Kikwete till uppdrag att organisera partiet i Zanzibar, varför han befann sig på ön under en tid. Partiet har styrt Tanzania sedan det första valet sedan självständigheten 1963. 7 november 1988 utsåg dåvarande president Ally Hassan Mwinyi honom till ledamot av parlamentet och till ställföreträdande energiminister. 1994 blev han finansminister, året därefter utrikesminister, och efter tio år i den befattningen valdes han till landets president. Han hade då blivit mycket uppskattad för sina ekonomiska reformer och sina fredssträvanden i Burundi och Kongo.
Han är gift med Salma Kikwete, och har åtta barn.